# Seth Wichmann

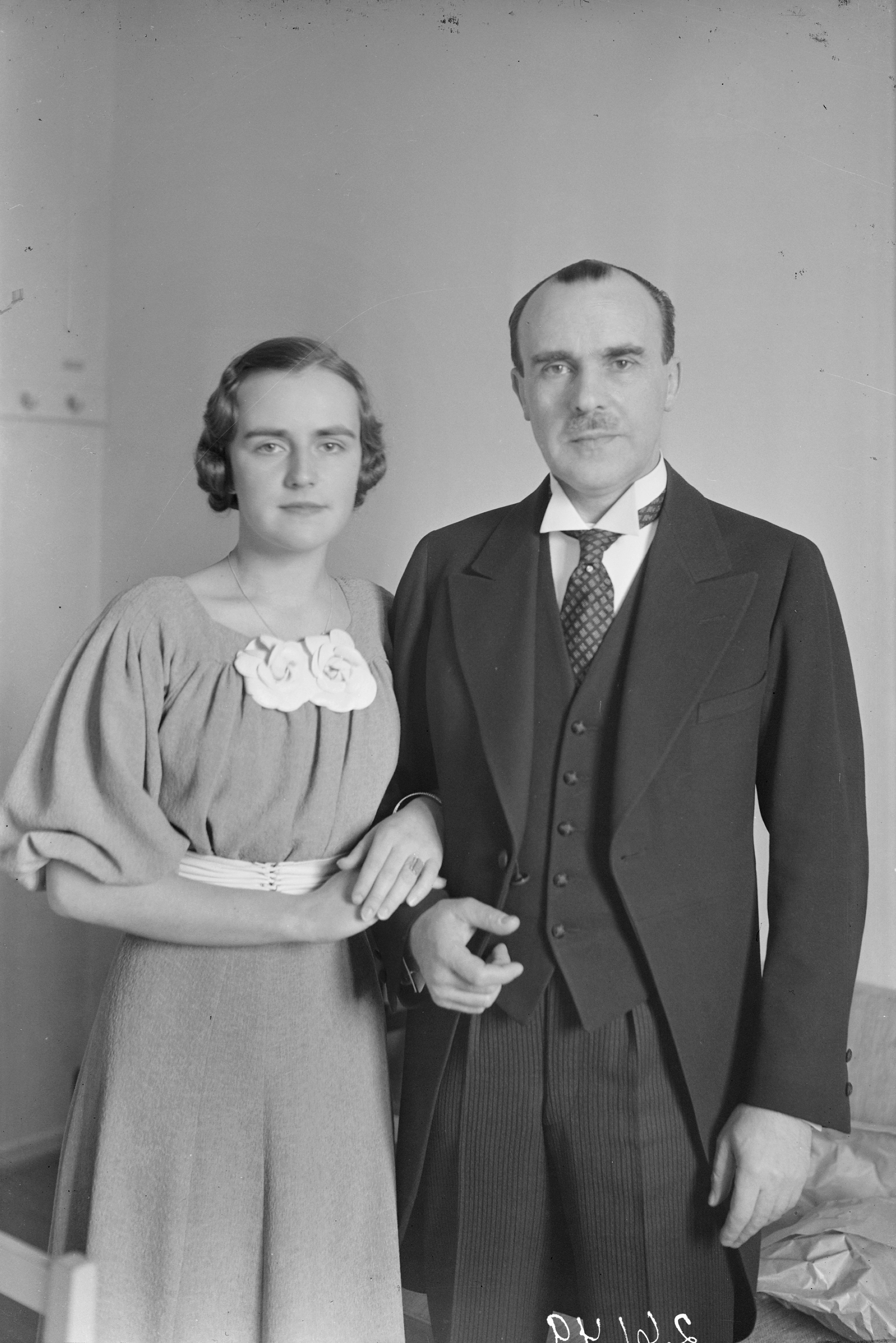
Seth Wichmann med dottern Irma år 1936.

Seth Edvin Wichmann, född 25 januari 1885 i Pyhäjoki, död 23 juli 1939 i Helsingfors, var en finländsk gynekolog.
Wichman blev medicine och kirurgie doktor 1912, docent i obstetrik och gynekologi 1916 och utnämndes till ordinarie professor i ämnet 1925. Han var 1919 läkare vid Sveaborgs fångläger.
Wichman var en mångsidigt verksam person, han forskade bland annat inom patologisk anatomi, embryologi och utvecklade förlossningsinstrument, Wichmanns tång (forceps fennica) samt Wichmanns dilatator. Han var aktiv inom läkarsällskapet Duodecim, speciellt som tidskriftsredaktör och gjorde en avgörande insats för uppförandet i Helsingfors av det stora universitetssjukhuset Kvinnokliniken, som färdigställdes 1934. Finlands gynekologförening utdelar ett forskarpris som bär hans namn.